# Оливера, Николас
Андре́с Никола́с Оливе́ра (исп. Andrés Nicolás Olivera; 30 мая 1978, Монтевидео) — уругвайский футболист, атакующий полузащитник. С 1997 по 2006 год был игроком сборной Уругвая. Участник чемпионата мира 2002 года.

## Карьера
Николас Оливера начал карьеру в клубе «Дефенсор Спортинг» в 1996 году. Довольно быстро он приобрёл репутацию одного из самых талантливых молодых футболистов Уругвая. В июне 1997 года Оливера помог своей сборной дойти до финала молодёжного чемпионата мира (для футболистов не старше 20 лет). Он стал настоящим лидером своей команды. В матче 1/8 финала он отметился забитым голом в ворота США, однако это уже был третий гол в матче, который уругвайцы выиграли со счётом 3:0. В 1/4 финала на 68 минуте Николас забил важнейший гол в ворота сборной Франции (в первом тайме французы вышли вперёд за счёт гола Давида Трезеге). В итоге команды сыграли вничью, а в серии пенальти сильнее были южноамериканцы. В полуфинале Уругвай в дополнительное время обыграл сборную Ганы, а в финале 5 июля уступил Аргентине — 1:2. Несмотря на это поражение, Николас Оливера был признан лучшим игроком турнира.
За национальную сборную Николас Оливера дебютировал 13 декабря того же 1997 года в игре Кубка конфедераций против сборной ОАЭ. В первой же игре Николас отметился забитым голом в самой концовке первого тайма. Гол Антонио Пачеко в конце матча подвёл итог во встрече — 2:0. Открыл счёт Оливера и во втором матче, в котором Уругвай обыграл вице-чемпионов Европы сборную Чехии (2:1). Обыграв в третьем матче сборную ЮАР (4:3), уругвайцы со стопроцентным результатом вышли в полуфинал турнира, где сенсационно уступили сборной Австралии — 0:1. В матче за третье место уругвайцы уступили всё той же сборной Чехии — 0:1.
В 1998 году Оливера перешёл в испанский клуб «Валенсия», однако в этой команде за полгода он провёл лишь два матча в Примере. Лучшие годы в Испании Николас провёл выступая за «Севилью». За четыре сезона в этом клубе он сыграл только в рамках Примеры 99 матчей, в которых отметился 31 забитым голом. В 2002 году Николас в составе сборной Уругвая принял участие в чемпионате мира, однако на поле в трёх сыгранных «Селесте» матчах группового этапа он так и не появился.
В 2002-2006 годах Оливера выступал за три испанские команды («Вальядолид», «Кордова», «Альбасете»), перемежая игры в Испании с периодическими возвращениями в родной «Дефенсор Спортинг». Последний раз за сборную Уругвая Николас сыграл в тунисском городе Радес в рамках товарищеского турнира. Уругвай сыграл с хозяевами поля вничью 0:0, и был сильнее в серии послематчевых пенальти 3:1.
С 2006 года Николас выступал за четыре мексиканские команды, причём дважды он выступал за «Пуэблу». С 2012 года Оливера — игрок «Дефенсор Спортинга».

## Достижения
- Чемпион Испании во Втором дивизионе: 2000/2001